# Горбатов, Вячеслав Афанасьевич
Вячеслав Афанасьевич Горбатов (19 апреля 1939 — 28 июня 2010 — советский и российский учёный-математик, специалист в области дискретных систем. Доктор технических наук, профессор кафедры САПР МГГУ. Автор теории характеризационного синтеза дискретных систем, заслуженный деятель науки Российской Федерации. Академик РАЕН.

## Биография
Вячеслав Афанасьевич Горбатов родился 19 апреля 1939 года.
В 1963 году окончил факультет автоматики и вычислительной техники МЭИ (с отличием). В 1966 окончил аспирантуру МЭИ. С 1966 по 1971 год работает ассистентом, позже доцентом на кафедре вычислительной техники МЭИ. В 1971—1984 годах — на кафедре кибернетики МИФИ — доцент, профессор. Параллельно с 1973 года заведует кафедрой в Морском научно-исследовательском институте радиоэлектроники «Альтаир». С 1984 года — заведующий кафедрой систем автоматизированного проектирования (САПР) Московского государственного горного университета (сегодня — Горный институт НИТУ «МИСиС»).
Скончался 28 июня 2010 года.

## Научная и педагогическая деятельность
В 1966 году защитил кандидатскую диссертацию на тему: «Общий подход к синтезу логических структур», получил степень кандидата технических наук. В 1973 году — защита докторской диссертации на тему «Теория и практика проектирования систем логического управления», присвоена степень доктора технических наук, в 1974 году присвоено звание профессора. Академик РАЕН.
Автор теории характеризационного анализа, явившейся основой научной школы В. А. Горбатова по информационной математике. Создал теорию частично упорядоченных систем, в которой, как им заявлялось, была решена проблема оптимального уменьшения функциональной связности модели при проектировании больших и сложных систем при различных предметных интерпретациях; автор технологии решения проблемных задач большой размерности на дискретных структурах. Теория характеризационного анализа применялась на практике, причем не только в России.
Подготовил множество кандидатов и докторов наук в области информатики, вычислительной техники и экономики. Автор и соавтор учебников и учебных пособий, востребованных в различных вузах страны; монографий по дискретной математике, информатике и вычислительной технике, в том числе «Схемы управления ЦВМ и графы» (1971), «Семантическая теория проектирования автоматов» (1979), «Теория частично упорядоченных систем» (1976), «Логическое управление технологическими процессами» (1978), «Регулярные структуры автоматного управления» (1980), «Логическое управление информационными процессами» (1984), «Логическое управление распределенными системами» (1991), «Фундаментальные основы дискретной математики» (1999, 2001), «Дискретная математика» (2003, 2006) и др.
Член бюро секции «Информатика, кибернетика» РАЕН, член ряда редколлегий, в том числе ведущих научных журналов, например, журнала «Информационные технологии», был главным редактором журнала «Информационная математика».
С 1977 года участвовал в организации более 40 всероссийских и международных симпозиумов, конференций и конгрессов. Был председателем программно-организационного комитета Всесоюзного симпозиума «Логическое управление с использованием ЭВМ», председателем координационного совещания «Математическое обеспечение интеллектуальных систем САПР-ГАП».

## Семья
Жена: Валентина Алексеевна Горбатова (1941) — ведущий инженер НПО «Геофизика»;
Дети: Марина (1963) — доцент МИФИ, Александр (1973) — проф., д.т. н., заведующий кафедрой АПД НИТУ «МИСиС».